# Дочь лунного света
«Дочь лунного света» — второй альбом московской группы «Андем», вышедший в 2009 году.

## Выпуск
10 марта 2009 года группа опубликовала обложку и трек-лист своего нового альбома.
В ходе последних концертов с материалом из своего предыдущего альбома группа исполняла песню «Дочь лунного света».
Мы уже исполняли эту песню на наших последних концертах в разных городах, и везде её принимали очень хорошо. Поэтому, несмотря на то, что это, пожалуй, одна из самых простых композиций с нашего нового альбома, мы решили, что именно с неё стоит начать знакомить вас с нашим новым материалом. Надеемся, она никого не оставит равнодушным.
16 марта 2009 года группа выложила её в качестве Интернет-сингла в качестве 192 кбит/сек на своем официальном сайте и для бесплатного прослушивания на странице В Контакте.
Через 10 дней на официальном сайте группы стал доступен второй Интернет-сингл. Им стала песня «Праведники света». Одновременно с композицией стал доступен на Youtube и видеотрейлер готовящегося к выходу альбома.
Ещё через 10 дней, 3 апреля 2009, за два дня до выхода альбома, группа опубликовала на своем официальном сайте третий Интернет-сингл. Им стала композиция «Готы идут на Рим», посвященная захвату и разграблению Рима войском готов в 410 г.
5 апреля 2009 года альбом был выпущен на территории России российским лейблом Irond.
1 июня 2010 года на голландском лейбле Apollon Records состоялся европейский релиз альбома. Группа отказалась от перезаписи своих песен на английском языке для европейского релиза, сделав издание русскоязычной версии альбома одним из основных условий своего соглашения с Apollon Records. Переговоры и согласования длились почти год.

## Презентация альбома
5 апреля 2009 в московском клубе «Plan B» в рамках фестиваля «Iron Blast» состоялась московская презентация альбома. Концерт был организован Натальей Рыжко с тремя друзьями. Участвующие группы они же выбирали в соответствии с рекомендациями Irond. Изначально планировалось выступление групп «Samati» и «Alchemy», но поскольку выступить на фестивале не смогли, то их заменили группы «Авентайл» и «Rosa Infra».
Концерт был поделен на две части — новички и малоизвестные команды («Rosa Infra», «Артания», «Torment», «Авентайл») и вполне известные группы («Дорога Водана», «Андем», «Everlost», «Silvana»). Длился около 7 часов. На концерте группа «АнДем» выступила шестой по счету из восьми участвовавших групп. Вначале исполнили песни из альбома «Дочь лунного света», затем Юлиана сменила белоснежное платье на темное (остальные участники сразу были одеты в темное) и группа исполнила композиции из первого альбома. Мужскую партию исполнял Аркадий Пахомов. На бэк-вокале выступила Елена Соболева.
Также на концерте зрителям предлагалось угадать, какие две песни с CD написаны на основе литературных произведений (правильные ответы — «Хранитель мечей» и «Мастер и Маргарита»).
9 апреля в рамках радиошоу о тяжёлой музыке «Iron Age» состоялась радиопрезентация альбома «Дочь лунного света» и интервью с Наталией Рыжко.

## Распространение
Первая партия дисков стала доступна для продажи на презентации альбома, которая состоялась 5 апреля в московском клубе «Plan B». 12 апреля альбом стал доступен в открытой продаже.
1 сентября в преддверии нового концертного сезона группа выложила материал в Интернете для бесплатного прослушивания на своих страницах в сетях MySpace и «В Контакте».

## Список композиций
1. «Principium et Fons» — 01:44
2. «Хранитель мечей» — 04:48
3. «Дочь лунного света» — 04:53
4. «Полночный гость» — 05:53
5. «Праведники света» — 04:42
6. «Дорога в Пандемониум» — 05:18
7. «Мастер и Маргарита» — 05:23
8. «Молитва» — 04:22
9. «Готы идут на Рим» — 04:47
10. «Песни песчаных бурь» — 02:35

## Критика религиозной тематики
Несмотря на то, что религиозная тематика затрагивалась ещё в первом альбоме, наиболее «религиозной» стала песня «Праведники света», вызвавшая довольно неоднозначную реакцию у публики. В интервью журналу «1Rock» Наталия Рыжко по этому поводу сказала:
Вот никак не могу понять, почему людей настолько взволновал текст этой песни? Она написана под впечатлением книг, повествующих об инквизиции, царившей в средневековой Европе. На дебютном альбоме у нас уже была композиция, посвященная этой тематике, – «Девять кругов ада». Но она почему-то не вызвала такого бурного обсуждения.

Отношение к христианской религии – это, мне кажется, очень личный вопрос, к тому же я не смогу ответить за всех. Своего вероисповедания я не скрываю: я крещена в православной религии
.

## Критика альбома
Тони Каннелла в своей рецензии на сайте Femmemetal.net поставил альбому 8,5 баллов из 10, и отозвался об альбоме так: 
Уровень исполнения музыки и песен, представленный на данном CD (равно как и на первом), находится на очень, очень высоком уровне. Заметно, что группа вложила сердце и душу в каждый трек, что отразилось на общем качестве материала. "Дочь лунного света" - определенно достойный преемник отличного дебютника.

Майк «MetalMike» Берд в рецензии на сайте The Metal Crypt пишет: 
"Дочь лунного света" - отличный альбом. Возглавляемый талантливой Юлианной Савченко, поющей исключительно на русском, "АнДем" не ставит своей задачей сместить "Nightwish" эпохи Тарьи с трона в симфоническом метале, но заслуживает места во главе стола.

## Участники записи
Участники группы
- Юлиана Савченко — вокал
- Сергей Полунин — гитары
- Евгений Яковлев — бас-гитара, скриминг
- Наталия Рыжко — клавишные
- Данила Яковлев — ударные

Приглашённые музыканты:
- Артём Стыров — вокал (2)
- Илья Александров — вокал (6,7)

Менеджмент
- Наталия Рыжко — менеджмент
- Алексей Кузовлев — A&R, промо
- Никита Беликов — ассистент
- Константин Купреенков — ассистент

Запись, мастеринг
- Энди Хорн (The Red Room, Germany) — сведение, мастеринг
- Алексей Зверев (Above The Line (ATL) Studio) — запись вокала
- Сергей Полунин (SPH-studio) — запись инструментов
- Продюсирование — группа Андем и Энди Хорн
- Все аранжировки выполнены группой Андем

Оформление
- Арсений ‘A-Ra’ Мышцын — арт, дизайн, фотоманипуляции
- Дарья Булавина — фотографии